# Corey Stoll
Corey Daniel Stoll (* 14. března 1976 New York) je americký herec.

## Životopis
Narodil se na Upper West Side v New Yorku do rodiny Judith a Stephen Stollocých. Byl vychován v židovské víře. V letech 1988 až 1992 studoval herectví na Long Lake Camp for the Arts. V roce 1998 absolvoval na Oberlin College a v roce 2003 na New York University's Graduate Acting Program at the Tisch School of the Arts.
V roce 2004 získal nominaci na divadelní cenu Drama Desk Award za nejlepší mužský herecký výkon ve vedlejší roli za hru Intimate Apparel, kde si zahrál vedle Violy Davis. Dále se objevil ve vedlejších rolích v několika filmech, jako jsou Její případ, Nabít a zabít, Holka jako já – příběh Gwen Araujo a Push. V roce 2011 ztvárnil spisovatele Ernesta Hemingwaye ve filmu Woodyho Allena, Půlnoc v Paříži.
Stoll je plešatý, a tak ve většině svých rolí má paruku. V roce 2013 získal nominaci na Zlatý glóbus za výkon v seriálu Dům z karet. O dva roky později se objevil v jedné z hlavních rolí v seriálu Agresivní virus, který vytvořili Chuck Hogan a filmový režisér Guillermo del Toro.
V roce 2014 ztvárnil policistu Austina Reillyho v akčním filmu Non-stop a Paula Altmana v komedii Co by kdyby. O rok později si zahrál Bena Daye v thrilleru Temné kouty a Darrena Crosse ve filmu Ant-Man. V roce 2016 znovu spolupracoval s Woody Allenem, a to na filmu Café Society. Ve stejném roce ztvárnil Odyssea v Shakespearově hře Troilus a Kressida v uvedení Public Theatre v Central Parku.

## Osobní život
V říjnu 2014 se zasnoubil se svou přítelkyní, herečkou Nadiou Bowersovou. Pár byl oddán dne 21. června 2015 a v říjnu 2015 se jim narodilo první dítě.

## Filmografie

### Film
| Rok  | Název                     | Role                        | Režie                 |
| ---- | ------------------------- | --------------------------- | --------------------- |
| 2001 | Okénka                    |                             | Joseph Cahill         |
| 2005 | Její případ               | Ricky Sennett               | Niki Caro             |
| 2006 | Nabít a zabít             | Saul                        | Paul McGuigan         |
| 2007 | 23                        | seržant Burns               | Joel Schumacher       |
| 2009 | Něco na těch mužích je    | 51. muž                     | John Krasinski        |
| 2009 | Push                      | agent Mack                  | Paul McGuigan         |
| 2010 | Salt                      | Schnaider                   | Phillip Noyce         |
| 2010 | Helena from the Wedding   | Steven                      | Joseph Infantolino    |
| 2011 | Půlnoc v Paříži           | Ernest Hemingway            | Woody Allen           |
| 2012 | Bourneův odkaz            | Zev Vendel                  | Tony Gilroy           |
| 2012 | The Time Being            | Eric                        | Nenad Cicin-Sain      |
| 2013 | C.O.G.                    | Curly                       | Kyle Patrick Alvarez  |
| 2013 | Decoding Annie Parker     | Sean                        | Steven Bernstein      |
| 2014 | Non-stop                  | Austin Reilly               | Jaume Collet-Serra    |
| 2014 | Poslední K.O.             | Bud Gordon                  | Noah Buschel          |
| 2014 | Co by kdyby               | Paul Altman                 | Shawn Levy            |
| 2014 | Cena svobody              | Jack                        | Philippe Falardeau    |
| 2015 | Temné kouty               | Ben Day                     | Gilles Paquet-Brenner |
| 2015 | Anesthesia                | Sam                         | Tim Blake Nelson      |
| 2015 | Ant-Man                   | Darren Cross / Yellowjacket | Peyton Reed           |
| 2015 | Black Mass: Špinavá hra   | Fred Wyshak                 | Scott Cooper          |
| 2016 | Café Society              | Ben                         | Woody Allen           |
| 2016 | Zlato                     | Brian Wolff                 | Stephen Gaghan        |
| 2018 | Racek                     | Boris Trigorin              | Michael Mayer         |
| 2018 | První člověk              | Buzz Aldrin                 | Damien Chazelle       |
| 2018 | Driven                    | Benedict Tisa               | Nick Hamm             |
| 2019 | The Report                | Cyrus Clifford              | Scott Z. Burns        |
| 2021 | West Side Story           | poručík Schrank             | Steven Spielberg      |
| 2021 | The Many Saints of Newark | bude oznámeno               | Alan Taylor           |

### Televize
| Rok        | Název                              | Role                            | Poznámky                                       |
| ---------- | ---------------------------------- | ------------------------------- | ---------------------------------------------- |
| 2004       | Kriminálka Las Vegas               | prodavač v sex shopu            | Díl: „What's Eating Gilbert Grissom?“          |
| 2004       | Čarodějky                          | Démon                           | Díl: „Witchness Protection“                    |
| 2004       | Policie New York                   | Martin Schweiss                 | Díl: „The Dead Donald“                         |
| 2005       | Alias                              | Sasha Korjev                    | Díl: „The Road Home“                           |
| 2005       | Vražedná čísla                     | agent Reacher                   | Díl: „Sacrifice“                               |
| 2005       | Pohotovost                         | Teddy Marsh                     | Díl: „Cañon City“                              |
| 2005       | Kriminálka Miami                   | Craig Seaborn                   | Díl: „Three-Way“                               |
| 2006       | Právo a pořádek                    | Gerald Ruane                    | Díl: „Heart of Darkness“                       |
| 2006       | Beze stopy                         | Steve Goodman                   | Díl: „Candy“                                   |
| 2006       | Jednotka zvláštního určení         | Intel Type (Bobby Cullen)       | Díl: „Old Home Week“                           |
| 2006       | Policejní vyjednavači              | doktor Wayne                    | Díl: „Life Support“                            |
| 2006       | Devět rukojmí                      | Alex Kent                       | 2 díly                                         |
| 2006       | Holka jako já – příběh Gwen Araujo | Joey Marino                     | Televizní film                                 |
| 2006–2007  | Námořní vyšetřovací služba         | Martin Quinn                    | 3 díly                                         |
| 2009       | Polda z Marsu                      | detektiv Ventura/Russell        | Díl: „Home Is Where You Hang Your Holster“     |
| 2009       | Zvláštní poldové                   | Lewis Powell                    | Díl: „The Circle Line“                         |
| 2009       | Dobrá manželka                     | Collin Grant                    | Díl: „Stripped“                                |
| 2010–2011  | Zákon a pořádek: Los Angeles       | detektiv Tomas „TJ“ Jaruszalski | 22 dílů                                        |
| 2012       | Christine                          | Max                             | 2 díly                                         |
| 2013, 2016 | Dům z karet                        | Peter Russo                     | 12 dílů                                        |
| 2014       | Stejná srdce                       | John Bruno                      | Televizní film                                 |
| 2014       | Ve jménu vlasti                    | Sandy Bachman                   | Díl: „The Drone Queen“                         |
| 2014–2016  | Americký táta                      | Vincent Edmonds (hlas)          | 2 díly                                         |
| 2014–2017  | Agresivní virus                    | Dr. Ephraim Goodweather         | 45 dílů                                        |
| 2016–2017  | Girls                              | Dill Harcourt                   | 5 dílů                                         |
| 2017       | A Season with Navy Football        | vypravěč                        | 13 dílů                                        |
| 2018       | The Romanoffs                      | Michael Romanoff                | díl: „The Royal We“                            |
| 2019       | The Deuce: Špína Manhattanu        | Hank Jaffe                      | 7 dílů                                         |
| 2020       | Ratchedová                         | Charles Wainwright              | 3 díly                                         |
| 2020       | Miliardy                           | Michael Prince                  | vedlejší role v 5. řadě, hlavní role v 6. řadě |
| 2020       | George W. Bush                     | vypravěč                        | dokument                                       |
| 2020       | Baghdad Central                    | kapitán John Perodi             | 6 dílů                                         |